# Juillet 1895

## Événements
- État indépendant du Congo [1] : mutinerie de la Force publique de la région de Luluabourg (mutineries également 1897-1898, 1900). Il s’agit de forces armées arabo-swahilies ralliés à l’EIC en 1893 qui opèrent dans l’est du Congo et tentent de contrôler l'ancien territoire de Tippou Tib.

- 1er juillet :
  - Le Kenya devient un protectorat britannique (East Africa Protectorate).
  - En Égypte, un décret du khédive Abbas II nomme Hassûnah An-Nawâwî recteur (Grand Imâm) de la Mosquée al-Azhar
- 26 juillet : Mariage de Pierre Curie et Marie Curie

## Naissances
- 7 juillet : Thane Alexander Campbell, premier ministre de l'Île-du-Prince-Édouard.
- 9 juillet : Cullen Landis, acteur américain.
- 10 juillet : Carl Orff, compositeur († 29 mars 1982).
- 12 juillet : Richard Buckminster Fuller, architecte, designer, inventeur et écrivain américain († 1er juillet 1983).
- 22 juillet : August Agbola O'Browne, musicien nigérian-polonais
- 23 juillet : Aileen Pringle, actrice américaine.
- 25 juillet : Johnny Hines, acteur et réalisateur britannico-américain.
- 26 juillet : Kenneth Harlan, acteur américain.

## Décès
- 28 juillet : Jan Kappeyne van de Coppello, homme politique néerlandais.